# Luigi Clerichetti
Luigi Clerichetti, noto anche come Luigi Clericetti o Luigi Chierichetti (Milano, 1798 – Milano, 8 agosto 1876), è stato un architetto neoclassico italiano.
A Milano progettò Palazzo Tarsis (1836-1838), e Palazzo Gavazzi nel 1838, operando nell'ambito dello stile neoclassico. 
Egli disegnò inoltre la facciata del Palazzo Orsini di Milano durante il restauro che venne eseguito dalla famiglia sulla struttura del XVI secolo, oltre a Villa Ciani a Lugano, in Svizzera, nel 1840. Nei medesimi anni lavorò ad Ossona per costruire la cappella funeraria della famiglia Litta Modignani, come pure fu presente a Magenta dove ristrutturò la villa acquisita da suo padre in località Pontevecchio ed il locale Oratorio della Beata Vergine Maria per il quale curò la realizzazione di un nuovo altare maggiore.